# 张岭 (政治人物)
张岭，萧山（今浙江省杭州市萧山区）人，明朝政治人物。
张岭曾于正德四年(1509年)接替陈效任兴化府知府一职，正德七年(1512年)由蒙惠接任。